# A magyar női labdarúgó-válogatott mérkőzései 1997-ben
A magyar női labdarúgó-válogatott  1997. évi mérkőzéseiből három világbajnoki selejtező ismert. A mérleg: egy győzelem, két vereség.
Szövetségi kapitány:
- Bacsó István

## Mérkőzések
| 97. mérkőzés 1997. június 7. | Magyarország           | 2 – 0             | Ausztria | Bük |
| 97. mérkőzés 1997. június 7. | Bajkó 56' Paraoánu 60' | (0 – 0) Részletek |          | Bük |

| 98. mérkőzés 1997. augusztus 10. | Magyarország | 0 – 4             | Ausztrália       | Csákvár |
| 98. mérkőzés 1997. augusztus 10. |              | (0 – 2) Részletek | Black Duus Moore | Csákvár |

| 99. mérkőzés 1997. szeptember 17. vb-selejtező | Magyarország                                                                    | 10 – 0            | Bosznia-Hercegovina | Komló |
| 99. mérkőzés 1997. szeptember 17. vb-selejtező | Ruff 4' 37' 56' 78' Nagy 40' Szabó I. 42' Mester 48' Paraoánu 62' 90' Főfai 68' | (4 – 0) Részletek |                     | Komló |

| 100. mérkőzés 1997. október 22. vb-selejtező | Szlovákia                                                        | 4 – 0             | Magyarország | Trencsén |
| 100. mérkőzés 1997. október 22. vb-selejtező | Surovcová 10' Botková 21' Gerzová 50' (11-esből) Babuliaková 65' | (2 – 0) Részletek |              | Trencsén |

| 101. mérkőzés 1997. november 12. vb-selejtező | Románia                  | 3 – 1             | Magyarország | Câmpina |
| 101. mérkőzés 1997. november 12. vb-selejtező | Ciorba 19' 37' Surdu 32' | (3 – 1) Részletek | Ruff 6'      | Câmpina |